# Passiflora spinosa
Passiflora spinosa är en passionsblomsväxtart som först beskrevs av Poeppig och Endlicher, och fick sitt nu gällande namn av Masters. Passiflora spinosa ingår i släktet passionsblommor, och familjen passionsblomsväxter. Inga underarter finns listade i Catalogue of Life.